# Kroket
Kroket er et græsplænespil, hvor man bruger køller og kugler af træ. "Målene" er metalbuer, og man skal med så få slag som muligt "drive" trækuglerne gennem buerne. Der findes forskellige udgaver af spillet - det kroket der spilles uformelt i danske sommerhushaver er markant anderledes end formerne golf kroket og association kroket som spilles af professionelle i e.g. England. Den version af "have kroket" som beskrives på den engelske Croquet Associations webside er også ulig den version som spilles i danske haver.
Stavemåderne krocket og crocket ses også, men er ikke godkendt af Dansk Sprognævn.
I England, USA, Australien og New Zealand er kroket en populær sport på konkurrenceniveau. Verdensranglisten for verdens 100 bedste kroketspillere indeholder næsten udelukkende spillere fra disse lande samt spillere fra Canada og Sydafrika.
Kroket var med på det olympiske program ved Sommer-OL 1900. Ved de næste Olympiske Lege i St. Louis i 1904 var kroket udskiftet med det lignende spil roque. Kroket har ikke siden været på det olympiske program.